# Leucotmemis omole
Leucotmemis omole là một loài bướm đêm thuộc phân họ Arctiinae, họ Erebidae.